# Нодати
Нода́ти (яп. 野太刀 «полевой меч») — японский термин, относящийся к большому японскому мечу. Существует мнение[чьё?], что слово «нодати» является близким синонимом одати (大太刀 «большой меч», «о-тати») и обозначает очень большой тати. Изначально этот термин не обозначал любой вид японского боевого меча очень больших размеров (дайто), такой, как тати, но в наше время часто (неверно) применяется именно так. Значение связано с размером меча 130-180 см и рукоятью более 50 см.
Нодати использовался как оружие пехоты в бою; использование его в помещениях или других ограниченных пространствах представляет определённые трудности. Основной причиной того, что использование таких мечей не было повсеместным, являлась сложность изготовления.
В отличие от других японских мечей, таких, как катана и вакидзаси, которые носили заткнутыми за пояс, нодати (тати) из-за его больших размеров обычно носили за спиной лезвием вниз, при этом его не выхватывали из-за спины — это невозможно сделать, так как не хватит длины рук. Из-за своей большой длины и веса он был очень сложным оружием.
Одним из назначений нодати была борьба со всадниками. Часто он использовался вместе с копьём, потому что с длинным клинком являлся идеальным для поражения противника и его коня одним махом. При умелом использовании одним ударом нодати можно было поразить сразу нескольких вражеских солдат. Из-за своего веса нодати не мог применяться везде с лёгкостью и, как правило, отбрасывался, когда начинался ближний бой, для которого самураи, как правило, применяли более короткую и удобную катану.